# Historische Zeitschrift
Historische Zeitschrift es una revista científica de historia editada en Alemania desde 1859.

## Historia
Fue fundada en 1859 por Heinrich von Sybel. Sus tres primeros editores fueron el propio Sybel, Heinrich von Treitschke y Friedrich Meinecke. Posteriormente vinieron Karl Alexander von Müller, que se encargó de la revista durante el periodo nazi, y Ludwig Behio, que se convertiría en editor de esta en el reinicio de su publicación tras la Segunda Guerra Mundial, pues su publicación estuvo cesada entre 1943 y 1949. Desde 2015, tras la retirada de Lothar Gall, es coeditada por Hartmut Leppin y Andreas Fahrmeir.